# Chapter II: These Binds Will Set You Free
Chapter II: These Binds Will Set You Free je drugi extended play slovenske metal skupine The Canyon Observer, izdan leta 2012 pri Kapa Records. Izšel je v digitalni obliki in obliki CD-ja.

## Kritični odziv
Kritični odziv na album je bil pozitiven, je pa ta EP recenziralo manj kritikov kot Chapter I. Za Rockline je Tine Kolenik napisal: »Chapter II: These Binds Will Set You Free nadaljuje zgodbo, ki jo je bend zastavil s prvencem, hkrati pa nadaljuje tudi sam bendov razvoj. Osrčje bendovega smisla ostaja isto, obstaja pa nešteto nuanc  [sic], ki so se v tem letu dni prikradle v njihov izrazni proces, ki so brez dvomov popestrile samo glasbo, hkrati pa jo naredile bolj unikatno, bolj eksperimentalno in - boljšo.«

## Seznam pesmi
Vse pesmi je napisala skupina The Canyon Observer.
| Št.             | Naslov                                      | Dolžina |
| --------------- | ------------------------------------------- | ------- |
| 1.              | „Part I: As We Surrender to Lust‟           | 7:47    |
| 2.              | „Part II: And the Pleasure of Pain‟         | 5:55    |
| 3.              | „Part III: We Can Descend into the Unknown‟ | 9:13    |
| 4.              | „Part IV: And Drift Away‟                   | 6:54    |
| Skupna dolžina: | Skupna dolžina:                             | 29:06   |

## Zasedba
| The Canyon Observer - Gašper Letonja — kitara - Matic Babič — vokal - Sašo Paljk — bobni - David Videnšek — kitara - Nik Franko — bas kitara | Ostali - Ivor Knafelj - Plueg — produkcija |